# 奇异珠子木
奇异珠子木，又名奇异油柑，是叶下珠科叶下珠属的一种小乔木，分布于泰国、老挝和中国云南地区。

## 特征描述
奇异珠子木高可达7米，枝条圆柱形，髓部中空，老枝灰褐色，幼枝青绿色或红褐色，被长柔毛，幼枝尤密。托叶三角形，密被柔毛。叶片椭圆形，顶端急尖，基部偏斜而微心形，叶缘全缘；侧脉8-12对，背面突起，叶两面被柔毛，沿脉尤密。
花2-7朵簇生于叶腋，雌雄同株；雄花花梗长约1毫米，萼片5，倒卵形，被柔毛，先端有长芒；雄蕊5，退化的柱头3裂；雌花花梗长1-2毫米，萼片6，倒卵形，被柔毛，先端有长芒；退化雄蕊6，子房圆球状，3室，花柱3，顶端2裂。蒴果圆球状，萼片及柱头宿存。花果期为6-8月。